# جيرترود أليس كاي
جيرترود أليس كاي ولدت يوم 30 جانفي 1884 بمدينة اوهايو وتوفيت في 17 ديسمبر 1939 وكانت رسامة ومؤلفة أمريكية لأدب الأطفال اشتهرت بعملها في القصص الخيالية وروايات المبتدئين. كانت نشطة خلال العصر الذهبي للرسوم التوضيحية في أمريكا.

### المنشورات

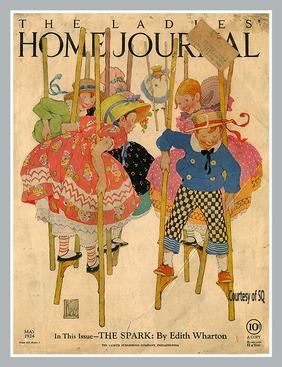
مجلة بيت السيدات ، مايو 1924.